# NGC 559
NGC 559 (Caldwell 8) est un amas ouvert situé dans la constellation de Cassiopée. NGC 559 a été découvert par l'astronome germano-britannique William Herschel en 1787.
Selon la classification des amas ouverts de Robert Trumpler, NGC 559 renferme entre 50 et 100 étoiles (lettre m) dont la concentration est moyenne (II) et dont les magnitudes se répartissent sur un intervalle moyen (le chiffre 2).